# Stanisław Rumianek
Stanisław Tadeusz Rumianek (ur. 5 lipca 1929 w Warszawie) – porucznik, uczestnik powstania warszawskiego w Zgrupowaniu „Róg” batalionu „Bończa” 102 kompanii (wraz z bratem Andrzejem).

## Życiorys
Otrzymał wiele odznaczeń, m.in. Krzyż Oficerski Orderu Odrodzenia Polski (2023), Krzyż Walecznych (1944), Krzyż Armii Krajowej (1990), Warszawski Krzyż Powstańczy, Krzyż Partyzancki, Medal Zwycięstwa i Wolności 1945, Medal za Warszawę 1939–1945, Złoty Medal „Za zasługi dla obronności kraju”, Medal „Pro Memoria”, Medal „Pro Patria”, Odznaka pamiątkowa Akcji „Burza”, 
odznaka 36 Pułku Piechoty Legii Akademickiej, Krzyż „Za Zasługi dla ZHP” z „Rozetą-Mieczami”, niemiecki Krzyż Kawalerski Orderu Zasługi RFN (2015).